# Ciaramella
Die Ciaramella ist eine traditionelle Schalmei, die im mittleren Süden Italiens verbreitet ist (Latium, Molise, Kampanien, Lukanien und Kalabrien). Ihr Ton wird durch ein Doppelrohrblatt erzeugt. Sie ist mit dem Piffaro im nördlichen Apennin verwandt.

## Etymologie
Die Bezeichnung Ciaramella geht auf altfranzösisch chalemel „Rohrblattinstrument, Schalmei“ zurück. Dieses stammt von lateinisch calamellus „kleines Rohr, Schreibrohr“, welches von altgriechisch κάλαμος „Rohr“ abstammt. Synonym wird im italienischen auch Cennamella verwendet. Regionale Bezeichnungen sind ciaramedda, cornetta, totarella, trombetta, bìfara oder pipìta.
Die Pluralformen le ciaramelle (nordöstliches Latium: Alta Sabina) und i ciarameddi (Kalabrien, Sizilien) bezeichnen die Sackpfeife (sonst Zampogna). Die beiden Spielpfeifen der Zampogna entsprechen im Aufbau den Schalmeien.
Die Ciaramella ist von der korsischen Cialamella (cialamedda) zu unterscheiden, die zu den Einfachrohrblattinstrumenten gehört.

## Bauweise

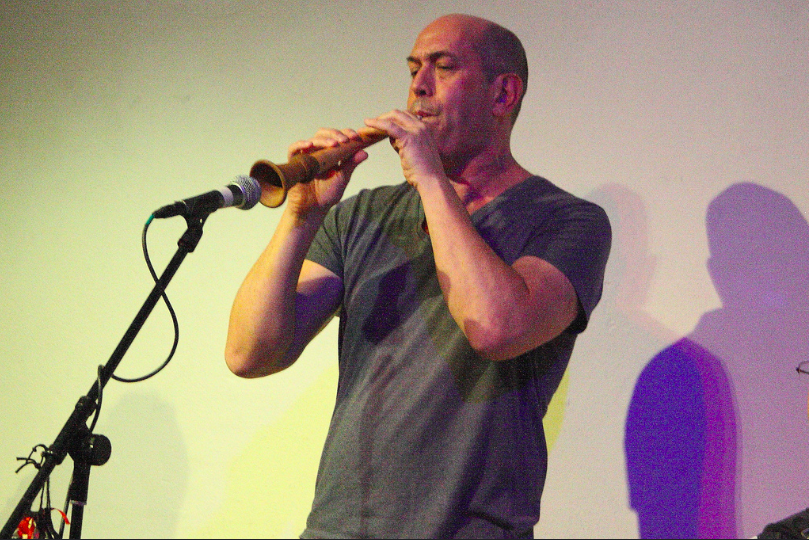
Der klassische Sänger Mark Glanville spielt Ciaramella

Die Ciaramella hat ein relativ langes, trapezförmiges Rohrblatt, das ohne Pirouette auf ein Verbindungsrohr aus Metall gesteckt wird. Sie hat eine konische Innenbohrung und einen kegelförmigen Schalltrichter. Das Instrument wird meist aus zwei Stücken gefertigt – dem Rohr (canna) und dem Schalltrichter (campagna) –, die durch ein hölzernes Schraubgewinde verbunden werden. Nur selten werden sie zusammengesteckt.
Die Ciaramella hat sieben (Kampanien, Basilicata, Apulien, Kalabrien) oder acht (Latium, Abruzzen, Molise) Grifflöcher auf der Vorderseite und ein Daumenloch. Dazu kommen mehrere Schall- bzw. Stimmlöcher. Der Tonumfang der diatonischen Skala reicht von einer Oktave bis zu einer Dezime. Die Ciaramella wird nur ohne Klappen gebaut.
Meistens wird die Ciaramella von denselben Instrumentenmachern hergestellt wie die Sackpfeife. Die Länge des Instruments richtet sich nach der Tonart der Sackpfeife, die begleitet wird, sie ist somit gleich lang oder halb so lang wie das längste Melodierohr der Zampogna.

## Verwendung
Eine Ciaramella wird selten allein gespielt. Häufig begleitet sie die Zampogna zocca oder die Zampogna a chiave.
Dabei übernimmt die Ciaramella die führende Melodie, die Zampogna begleitet. Zwei Schalmeien erklingen meist im Terzabstand.
In der Weihnachtszeit kamen im 19. Jahrhundert Schäfer aus den ländlichen Regionen mit diesen Instrumenten als wandernde Musiker in die Städte, namentlich nach Rom, um dort zu musizieren. Doch auch zu anderen kulturellen und sozialen Anlässen wurden und werden Sackpfeifen gemeinsam mit Schalmeien gespielt. Das traditionelle Repertoire dieser Gruppen aus besteht aus Tänzen (Saltarello, Ballarella, Tarantella) und Pastoralen. Heute finden sich auch moderne populäre Stücke.
In einigen Gegenden von Lucania spielt ein Spieler zwei Ciaramelle gleichzeitig (Coppia di ciaramelle) – wie beim antiken Aulos. Dabei spielt die „weibliche“ Schalmei (prima) die Ober-, die „männliche“ (seconda) die Unterstimme. Dabei werden unterschiedliche Bohrungen gesetzt, oder einige Grifflöcher entsprechend mit Wachs verschlossen.